# Bornemisza Géza (festő)
Bornemisza Géza (Nábrád, 1884. február 4. – Vác, 1966. június 3.) magyar festő, aki a nagybányai művésztelepen és Henri Matisse műhelyében nevelkedett. Könnyed, szellemes tájképeket, csendéleteket festett választékos artisztikummal, végül igazi posztnagybányai stílusban alkotott.

## Életpályája
A századelőn járt a Mintarajziskolába egy-egy félévet, de azt nem szerette, minden évben (1902-1909) rendszeresen a nagybányai szabad iskolába ment, s ott sokat tanult Thorma Jánostól, Ferenczy Károlytól, az utolsó két évben már önállóan dolgozott. 1903-ban utazott először Párizsba, a Julian Akadémia növendéke lett. rendszeresen látogatta a neves műgyűjtő, Gertrud Stein szalonját, ahol a legmodernebb irányzatokkal ismerkedett meg. 1907-ig saját feszészetét csak "stúdiumnak" tartotta, korábban készült műveit nem ismerjük.
A magyar Vadak közé tartozott, nagy hatással volt festészetére Henri Matisse, akinek 1908-ban alapított akadémiájának is növendéke lett.
Hazajőve teljesen szembefordult a hagyományos nagybányai festőkkel, a természetelvű festési móddal, az egyik legharcosabb neós lett a nagybányai művésztelepen. Kenyértörésre is került sor, Iványi-Grünwald Bélával az élen a neósok egy csapata Kecskemétre ment dolgozni, néhány évig ott dolgozott Bornemisza, részt vett a Kecskeméti Művésztelep megszervezésében, majd 1924-ben csatlakozott a KUT-hoz.
1922-ben Budapesten, a Belvederében mutatta be műveit, 1932-ben részt vett a Velencei biennálén. Európa számos nagyvárosában bemutatta munkáit. Később visszatért a nagybányai természetközelibb szemlélethez, de mindvégig könnyedség, dekorativitás jellemezte művészetét. 1960-ban az Ernst Múzeumban rendeztek műveiből retrospektív kiállítást. Művei főleg magántulajdonba kerültek, de közgyűjteményekben is megtalálhatók, köztük a Magyar Nemzeti Galériában és a kecskeméti Katona József Múzeumban.

## Emlékezete
- Magyar Vadak Párizstól Nagybányáig (1904-1914) c. kiállításon 2006-ban a Magyar Nemzeti Galériában együtt szerepeltek a régi nagybányai neósok és azok a modern magyar festők, akikre hatott a fauvizmus, s a többi 20. század elején jelentkező festészeti irányzat, posztimpresszionizmus, kubizmus, expresszionizmus: Berény Róbert, Czóbel Béla, Márffy Ödön Perlrott-Csaba Vilmos, Bornemisza Géza, Dénes Valéria, Galimberti Sándor, Rippl-Rónai József, Tihanyi Lajos, Ziffer Sándor.[4]

## Műveiből
- Fák a vizes fűben (1908; olaj, vászon 63 x 70 cm), magántulajdonban
- Csendélet (1909; olaj, vászon, 60 x 55,5 cm) Katona József Múzeum, Kecskemét
- Falusi tájkép (1911-12; olaj, vászon, 36 x 40 cm), magántulajdonban
- Kilátás a hegyre (1911-12; olaj, vászon, 42,5 x 46,5 cm) magántulajdonban
- Csendélet fehér abrosszal (1919; olaj, vászon, 51 x 57 cm) magántulajdonban
- Tavasz a Gellért hegyen (1930)